# Razred hitrih jurišnih čolnov Dvora
Razred Dvora je izraelski razred hitrih jurišnih čolnov, namenjenih različnim bojnim in nebojnim nalogam v priobalnem pasu.

## Verzije
- patruljna različica
- patruljna različica za ozemeljske vode
- jurišna različica
- različica za kopensko podporo
- protipodmorniška različica